# Canacona
Canacona là một thành phố và là nơi đặt hội đồng đô thị (municipal council) của quận South Goa thuộc bang Goa, Ấn Độ.

## Nhân khẩu
Theo điều tra dân số năm 2001 của Ấn Độ, Canacona có dân số 11.900 người. Phái nam chiếm 52% tổng số dân và phái nữ chiếm 48%. Canacona có tỷ lệ 72% biết đọc biết viết, cao hơn tỷ lệ trung bình toàn quốc là 59,5%: tỷ lệ cho phái nam là 78%, và tỷ lệ cho phái nữ là 66%. Tại Canacona, 10% dân số nhỏ hơn 6 tuổi.